# Snooker op de Paralympische Zomerspelen 1976
De Ve Paralympische Spelen werden in 1976 gehouden in Toronto, Canada. Snooker was een van de 13 sporten die op het programma stonden tijdens deze spelen. Er stonden 2 evenementen op het programma.

## Mannen
| Klasse | punten | land | Goud       | land | Zilver         | land | Brons           |
| ------ | ------ | ---- | ---------- | ---- | -------------- | ---- | --------------- |
| 2-5    | 5      | CAN  | D. Mellway | GBR  | Brian Faulkner | GBR  | Michael Shelton |
| A-C    |        | GBR  | T. Taylor  | USA  | Rod Vleiger    | GBR  | P. Haslam       |

Atletiek · Basketbal · Boogschieten · Dartchery · Gewichtheffen · Goalball · Koersbal · Schermen · Schietsport · Snooker · Tafeltennis · Volleybal · Zwemmen
Rome 1960 ·
Tokio 1964 ·
Tel Aviv 1968 ·
Heidelberg 1972 ·
Toronto 1976 ·
New York & Stoke Mandeville 1984 ·
Seoel 1988